# Navy CIS (televizijska serija)
Navy CIS naziv je televizijske serije nominirane za prestižnu nagradu Emmy te okrunjena s dvjema prestižnim nagradama u kategorijama najbolje serije i najbolje glazbe. NCIS predstavlja državnu agenciju koja koja se bavi istragama zločina (uglavnom ubojstva) protiv članova Američke ratne mornarice i ponekad američkih marinaca. Serija je zapažena i po mnogim specijalnim glumačkim gostovanjima.

## O seriji
Glavni je lik Leroy Jethro Gibbs, bivši snajperist američke mornarice koji se agenciji pridružuje nakon ubojstva njegove žene Shannon i kćeri Kelly. Anthony DiNozzo je sin imućnog oca koji se pokušava iskupiti za pogreške iz njegove prošlosti. Timothy McGee je treći član tima i vrlo je talentiran u svezi s računalima. Od početka serije mijenjaju se tri agentice. Prva je bila Caitlin Todd koju je ubio Ari. Poslije nje dolazi Ziva David bivša agentica izraelskog Mossada. Ona odlazi nakon smaknuća njenog oca. Trenutno je u seriji Eleanor Bishop. Forenzičarka Abigail Sciuto vrlo je povezana s Gibbs-om. Glavni patolog je Donald Mallard koji je diplomirao i psihologiju te tako timu može pomoći pri psihološkim analizama. Od početka serije imao je 2 pomoćnika. Prvi je bio Gerald Jackson, a trenutno je James Palmer. Ravnatelji (direktori) agencije su se jednako tako mijenjali, prvi je bio Thomas Morrow, nakon njega Jennifer Shepard koja je bivša Gibbs-ova partnerica te njegova druga najveća ljubav koja jednako kao i njegova žena završava ubijena. Nakon nje dolazi trenutni ravnatelj Leon Vance kojem je žena ubijena u istom trenutku kada i Zivin otac, te sada sam odgaja dvoje djece.
U epizodnim ulogama Navy CIS-a pojavila su se mnoga zvučna imena; Sherilyn Fenn, Emilie de Ravin (Izgubljeni, Roswell, Gospodar zvijeri), Adam Baldwin, Josh Holloway (Izgubljeni), Terry O'Quinn (Milenij, Izgubljeni), Julie Benz, Zachary David Alexander "Zac" Efron

## Glumačka postava
- Mark Harmon
- Rocky Carroll
- Emily Wickersham
- Michael Weatherly
- David McCallum
- Pauley Perrette
- Sean Murray
- Brian Dietzen
- Diona Reasonover
- Wilmer Valderrama
- Maria Bello
- Duane Henry
- Jennifer Esposito
- Lauren Holly
- Cote de Pablo
- Sasha Alexander

## Vanjske poveznice

### Sestrinski projekti
|  | Zajednički poslužitelj ima još gradiva o temi Navy CIS (TV serija) |

### Mrežna sjedišta
- www.cbs.com – NCIS (službene stranice) (engl.)
- www.allmovie.com – NCIS (TV Series, 2003) (engl.)
- IMDb – NCIS: Naval Criminal Investigative Service (2003– ) (engl.)